# Jack Edmund Humphreys
Jack Edmund Humphreys – brytyjski pionier awiacji. W latach 1902–1911 zaprojektował i zbudował szereg statków powietrznych w tym jeden z pierwszych wodnosamolotów na świecie. Z wykształcenia był dentystą.

## Życiorys
Humphreys z wykształcenia był dentystą, z racji jego raczej nietypowych jak na ówczesny okres zainteresowań znany był jako „The Mad Dentist” (dosłownie: Szalony Dentysta).
Począwszy od 1902 zaprojektował trzy szybowce, którymi latał w okolicach Fowey – najdłuższe loty miały około pół mili (ok. 800 m).
Pod koniec 1908 w Wivenhoe rozpoczął prace nad samolotem znanym zazwyczaj jako Humphreys Biplane (spotykane są także nazwy Humphreys Waterplane i Wivenhoe Flyer). Samolot został ukończony w 1909 ale okazał się konstrukcją nieudaną i nigdy nie udało mu się oderwać od powierzchni wody.
W 1909 Humphreys założył syndykat mający sfinansować jego następny samolot Humphreys Monoplane No. 1. Zbudowany także w Wivenhoe samolot rozbił się przy próbie startu 19 października 1909. Jego następnym samolotem był Humphreys Monoplane No. 2, który z Humphreysem za sterami na krótko oderwał się od ziemi 9 października 1910 ale spadł na skrzydło i został uszkodzony, w ponownych próbach nie udało mu się już wystartować.
Ostatnim samolotem zaprojektowanym i zbudowanym przez Humphreysa był Humphreys Monoplane No. 3, który został zbudowany w 1910. Samolot został ochrzczony „Mary” na cześć królowej Marii 4 lutego 1911 (możliwe jest że powstał z części poprzedniego samolotu). W maju i czerwcu 1911 Humphreys pobierał lekcje latania w szkole Hanriota, 30 sierpnia wzbił się w powietrze jego samolotem, ale rozbił go, kiedy zbyt gwałtownie operował sterami. Po naprawach samolot odbył kilka lotów z różnymi pilotami do 12 maja 1912, kiedy kołujący samolot, z Humphreysem za sterami, zderzył się ze stojącą na ziemi maszyną Hewlett & Blondeau.
Humphreys wycofał się z latania po krytycznym artykule na temat jego osoby i jego umiejętności jako pilota, który ukazał się w branżowym czasopiśmie „The Aeroplane”. Zaprzestawszy eksperymentów z lotnictwem powrócił do swojego wyuczonego zawodu praktykując stomatologię w gabinecie dentystycznym przy Harley Street w Londynie.